# أغوستين ألفاريز مارتينيز
أغوستين ألفاريز مارتينيز (بالإسبانية: Agustín Álvarez Martínez)‏ هو لاعب كرة قدم أوروغواياني، ولد في 19 مايو 2001 في San Bautista ‏ في الأوروغواي.

## وصلات خارجية
- أغوستين ألفاريز مارتينيز على موقع قاعدة بيانات كرة القدم.إي يو (الإنجليزية)
- أغوستين ألفاريز مارتينيز على موقع ناشيونال فوتبول تيمز (الإنجليزية)
- أغوستين ألفاريز مارتينيز على موقع Soccerway.com (الإنجليزية)
- أغوستين ألفاريز مارتينيز على موقع عالم كرة القدم.نت (الإنجليزية)